# 罪惡城市
罪惡城市是電玩遊戲《俠盜獵車手》系列中的一個虛構的城市，基於現實中的美國佛羅里達州邁阿密市。在俠盜獵車手系列中，目前共有兩個版本的罪惡都市：
《俠盜獵車手》版本的罪惡城市在地理上與真實的邁阿密非常相似。《俠盜獵車手：罪惡城市》版本的罪惡都市（同樣也在《侠盗猎车手：罪恶都市傳奇》中出現）由兩個大島和夾在兩個大島之間的三個小島構成。這個版本的罪惡城市受到80年代邁阿密文化的很大影響。
位於佛羅里達礁島群，罪惡城市有著亞熱帶或接近熱帶的溫度和常年的晴朗天氣夾雜著偶爾的大風和降雨。這也在兩款遊戲中被提及，在《俠盜獵車手：罪惡城市》和《俠盜獵車手：罪惡城故事》中，罪惡城面臨著颶風的威脅，正如真實生活中邁阿密經常遭受到颶風光顧一樣；在《俠盜獵車手：罪惡城市》遊戲劇情的早期，因為颶風埃妙妮正在接近城市，所有的橋樑被迫關閉。同樣的，在《俠盜獵車手：罪惡城故事》中，颶風戈迪也讓罪惡城市的東西兩島的交通陷入停頓。

## 《俠盜獵車手》版本
相比《俠盜獵車手：罪惡都市》，《俠盜獵車手》版本的罪惡都市在地理上與現實中的邁阿密更接近。東邊邁阿密和周邊的地區在其中表現為「Vice Beach」；北邁阿密海灘和周邊的中央金融區被稱作「Felicity」。「West Vice City」基於現實中的Miramire地區，Coral City，Greek Heights，Little Dominica，Little Bogota and Richman Heights，分别代表著位於佛羅里達州布劳沃德县和迈阿密-戴德县的各自的原型。
罪惡城市中的地區包括：
- Miramire
- Little Dominica
- Coral City
- Vice Shores
- Vice Beach
- Little Bogota
- Greek Heights
- Felicity
- Richman Heights
- Banana Grove
- 一個位於罪惡沙灘南部的無名小島

## 《俠盜獵車手：罪惡城市》版本

### 概况
《俠盜獵車手：罪惡城市》版本的罪惡城市，設定在1986年，反映了80年代的邁阿密，當時是一個重要的南美洲可卡因運輸港口。這給遊戲劇情的發生與發展，毒品貿易和犯罪提供了背景，同樣给城市中一些上流社會人士的存在創造了條件，因為他們中一些人其實是靠毒品貿易發家致富的。罪惡城市位於佛羅里達州， 但與此同時，在俠盜獵車手III中，罪惡城市被暗示與邁阿密同時存在。
罪惡城市由兩個大島和兩個小島所组成；兩個大島被一大塊類似於比斯坎湾的水域所分隔，在现实生活中，比斯坎湾分隔迈阿密海滩和迈阿密大陆。每个大岛都被分割成几块小的地区 罪恶城人口大约为180万人。
罪恶城有四个医院（每个大岛有两个医院）和四个警察局（每个大岛有两个）均匀的分布在整个城市中；若主角死亡或被逮捕，他将重新出现在这些地点。罪恶城同时还有一个消防局和一个军事基地。不像自由市或圣安地列斯州，罪恶城没有已知的铁路或高速铁路系统，所有的岛都被行人或车辆桥梁所连接。虽然罪恶城和其他侠盗猎车手城市一样，有計程車系统，但罪恶市是侠盗猎车手系列中第一个提供能够使用的計程車服务的城市，有偿地直接把主角从一个地点送到另一个地点，该服务在一个任务中可用（去一个俱乐部）或当主角在一个任务中死亡或被逮捕，有标记的计程车会出现在医院或警局的附近（送到最后一个任务的地点，电话任务除外）。这个跳过行程的计程车功能也在之后的侠盗猎车手游戏中所出现，包括 俠盜獵車手：聖安地列斯和侠盗猎车手：罪恶城故事。
在剧情开始时，西岛因飓风原因而暂停开放。在玩家开始为里卡多·迪亚兹（Ricardo Diaz）工作后，警告自动解除，所有桥梁被打开。相反的，在侠盗猎车手：罪恶城故事中，东岛由于飓风警报而暂时关闭。

### 罪恶城海滩（Vice Beach）
罪恶城东岛，在城市的路标中也叫「罪恶城沙滩」（Vice City Beach），是罪恶城的上层人士聚居区，也是游客集中的区域之一，基本被中上流商业场所所覆盖，也有一些居民区，公寓和建筑工地。东岛也有一个著名的海滩，叫「华盛顿海滩」，位于岛屿的东面，几乎占了东岛一半的面积。在岛屿的西部还有一条航道，包括临近的綠葉高尔夫球场。东岛很明显的基于现实中的佛罗里达州迈阿密海滩。

#### 大洋海滩（Ocean Beach）
大洋海滩是一个高级旅游区，包含数座高楼与很多低楼，基于现实中的海滨大道地区。位于罪恶城的东南角。这个区域基本都是临海的公寓、旅店和高级商业区。一条充满了装饰艺术建筑的街道也位于这里，与真实生活中的南海滩非常相似。位于东南角的一个灯塔模仿了 佛罗里达角灯塔，迈阿密最老的建筑，位于比斯坎湾，并且是一个旅游热点。
在海洋沙灘东部附近，有一座酒店也叫海景房，即海景旅館，玩家可以把这里的遠洋（Oceanic）车开走，还能在自己的房间里换衣。旅館所位于的大道叫海滨大道。
海洋沙灘的西部有着各式商业楼与住宅楼，类似于现实中西南部的迈阿密海滩，柯林斯大道以南。
这个地区有一个码头，海洋湾码头。还有一个医院坐落于海洋沙灘的西北部，叫海景医院。两个高楼位于医院的旁边，上面写着「研究与开发部」、「海景医学基金会」，暗示这两座高楼可能与医院有联系。
海洋沙灘还有一些值得注意的地方，一个模仿现实中 South Pointe 公园的地区位于Ocean Beach 的最南端，并且有一些建筑风格与其相似的海边建筑，和一个直升机停机坪。一个露天购物中心，Washington 购物中心，在 Ocean Beach 的最北端，可能基于位于佛罗里达州Bal Harbour的 Bal Harbour Shops 购物中心。

#### 华盛顿海滩（Washington Beach）
Washington Beach 位于 Ocean Beach与 Vice Point 的中间，是装饰艺术海滩大街的终止点，向西一直延伸到两个位于 Starfish 桥旁边的建筑工地，包括与Ocean Beach接壤的数个公寓楼与住宅楼（在它们中，有一栋楼可以进入，在浴室中玩家可以看到血迹和一把电锯，可以当作武器，这是一个对1983年电影 Scarface中著名电锯场景的引用）。
Washington Beach 的北部有一个警察局，律师 Ken Rosenberg 的办公室在 Washington Beach 的西南角。Washington Beach 有一座小桥通到 Starfish 岛，沿这条路一直向西开你可以到达 Little Havana。这个区域可能因 Washington 大道所得名，Washington大道是迈阿密海滩地区的一条重要的道路。

#### 罪恶角（Vice Point）
Vice Point 是 Vice Beach 的中产阶级聚居区，覆盖了整个 Vice Beach 北部剩余的地区，由各种滨海的大型公寓、旅馆，中型房屋和一些小型的住宅小区所构成。这一设置类似于迈阿密海滩 Collins 大道周边一排排的建筑，同样也是迈阿密主要的住宅区之一。
North Point 购物中心（在侠盗猎车手：罪恶之城中叫做 Vice Point 购物中心），一个大型的购物中心就座落在 Vice Point的最北端，模仿了迈阿密的 Aventura 购物中心。它坐落于东岛的最北端这一设置也与Aventura 购物中心 坐落于迈阿密市中心的最东北端所类似。购物中心的布局也与 Aventura 购物中心相似，尽管比它小得多。购物中心内有数个餐馆，两个武器店与一个供玩家更改衣物的图标。
Malibu 俱乐部位于 Vice Point的南部。在俱乐部的北边，有一个警察局和一个医院。

### 大陆（Vice City Mainland）
罪恶城西岛，在城市的一些路标上也叫 "罪恶城大陆"，是城市中不太繁华的一个地块，虽然 市中心 就在西岛的最北端。西岛的房屋大多属于罪恶城的工业人口，机场和海港坐落于西岛的南部。两个移民聚居区位于西岛中部，其中的一个非常的破旧。西岛有一条贯穿南北的四车道滨海大道，叫Bayshore 大道（在 罪恶城故事中被命名），从海港一直延伸到市中心南部。西岛在现实中的原型是迈阿密大陆。
罪恶城市中完成Phnom Penh86后开启，也可以用一些特殊秘籍直接前往西岛。罪恶城故事中的第一处地点就是西岛。

#### 市中心（Vice City Downtown）
罪恶市市中心影射现实中的迈阿密市中心，各种商业用和住宅用的摩天大楼扎根于此。就像它在现实生活中的原型一样，市中心是一个有着许多大型写字楼的更正式的商业中心，位于这里的各座摩天大楼中包括罪恶城最高的大楼，可能基于Wachovia金融中心和美国银行大厦。这座大楼不单单是因为它是罪恶城最高的大楼而引人注意，而且它能在罪恶城所有地方都能见到。
Hyman纪念体育馆在市中心西部，经常举办摇滚音乐会，汽车比赛，撞车比赛和越野摩托特技表演等赛事。这个体育馆也是罪恶城 Mambas 美式足球队的主场，汽车销售员BJ Smith就曾经在该队工作。市中心还有一个重金属音乐广播电台——V-Rock广播电台和一个录影棚。暴力至上（Love Fist）乐团的主唱杰兹•陶伦特，可以被看到正在录制歌曲（在进行他的任务时）。
其他值得注意的地点包括罪恶市新闻台（VCN）总部、Greasy Chopper 摩托车手的酒吧和一个 Love Fist 演唱会会场，就靠近 V-Rock 广播电台的南端。市中心西部有一个无名海滩，但没有游人光顾这里，与东岛的 Washington Beach 和Ocean Beach形成了明显的对比。一个警察局、医院和全市仅有的一个消防局也在市中心区。市中心的一条道路（从 Love Fist 演唱会会场到市中心比萨店）叫Hoarmount大道。

#### 小哈瓦那（Little Havana）
基于现实生活中迈阿密的小哈瓦那地区，罪恶城的小哈瓦那主要居民是说西班牙语的古巴移民。这个区域被由翁贝托·罗宾那（Umberto Robina）领导的古巴帮所控制，总部位于他父亲阿尔贝托·罗宾那（Alberto Robina）在小哈瓦那西南部的咖啡馆里。因为小哈瓦那毗邻小海地，在两个地区的交界处偶尔会发生古巴帮和海地帮的火并。
一个警察局位于小哈瓦那的东南部，在该地区的东部同样也有一个医院。Cherry Popper冰淇淋厂也在这一地区内。

#### 小海地 （Little Haiti）
同样模仿了现实中迈阿密的同名地区，小海地是海地移民的聚居区，同样也是海地帮的领地。海地帮由宝莱（Poulet）阿姨所领导，总部位于宝莱阿姨的小木屋中，这个小木屋是小海地小木屋区域的中心。在1984年另一個名為Cholo的西班牙黑幫也在這裡。位于当地西部的海地帮制毒工厂在一次由汤米领导的古巴帮袭击中被摧毁，因此只要海地帮一看到汤米就会死命的追杀他。而在汤米购买了出租车行和印刷厂时，汤米的小弟又对海地帮造成了很大的威胁，时不时会发生枪战。小海地比小哈瓦那更显得破旧，地区内充斥着危房、小型商业以及各式各样的小屋。而在连接叶脉地区及小海地的桥西边有一座咖啡馆，叫树下咖啡厅。小海地附近有一个地方叫Phils Place，是菲尔•卡西迪给主角任务的地点，1984年此处为Victor Vance所有。
一个可被玩家购买的大型（伪钞）印刷厂，就位于小海地和小哈瓦那的接壤处。Phil Cassidy的家和武器库位于小海地西北角。一家当地的出租车企业Kaufman出租车公司，也位于小海地，就在Poulet小屋向北一个街区处。

#### 机场、海港与军事基地
罪恶城的机场是 Escobar 国际机场（EIA）。虽然它的地段：毗邻小哈瓦那，与迈阿密国际机场相似，但机场的建筑与布局并没有基于迈阿密国际机场。同样的，所有的迈阿密机场都建立在岛屿上，而Escobar机场却是建立在一个半岛上。
EIA有两个航站楼，在Beta版本中这两个航站楼一样大，Tommy在剧情中也是从北端的航站楼下的飞机。北航站楼有笔直的跑道和地面地下两个通道，而南端的航站楼更有特色，它那波浪形的屋顶与落地窗面对着机场的南跑道。两个航站楼被一个停车场分隔。在正式版中北端的航站楼遭到缩减，跑道被弯折，机场半岛北端增加了 Fort Baxter 军事基地。
EIA 东南面就是罪恶城港口（一些路标上也叫 "罪恶港"），城市的港口，可能是基于现实中的迈阿密港，它在海湾西南角的设置，也与迈阿密港相似。尽管如此，罪恶港在大陆上，而迈阿密港在岛屿上。另外，罪恶港没有游艇码头，而迈阿密港则于1998年开放了游艇码头，而不是专注于货物运输。

### 其他地区

#### 海星岛（Starfish Island）
海星岛（Tommy Vercetti称它为 Star 岛）是罪恶市的第三大岛，与迈阿密的Fisher Island岛或Star 岛相似。
海星岛是上流人士的社区，大多数人生活在大型住宅或公馆中，有一些甚至拥有私人码头。这个地区有自己的保安，随时准备着向任何的麻烦制造者射击; 这给予该区域内的居民一种安全感，因为这个岛与黑帮盛行的小哈瓦那与小海地地带仅仅一桥之隔。岛上一共有9栋公馆。
岛上最大的房屋是 Vercetti 庄园，曾经是毒枭Ricardo Diaz的私人领地，后被Tommy Vercetti所接管。配有一个屋顶直升机停机坪与一个码头。房屋的内部的装潢非常像1983年电影 Scarface 中毒枭Tony Montana 的豪宅，仅差了一个带有 "The World Is Yours" 字样的地球雕塑和豪华的主卧室。

#### 蝦島（Prawn Island）
蝦島是一個位於罪惡城北部海域上的一個小島，在東島的North Point 購物中心和西島的市中心之間。Prawn 島有三個公館。它們位於島嶼的北端，它們的面前有一座小型的噴泉。在島嶼的東部有一個電影廠叫 Interglobal 製片廠。這些財產中的大多數已經被廢棄很長時間了，而這些房產現在已經被Streetwannabes黑幫佔領，作為一個藏身點。在此之前，這些房產都屬於 Mendez 兄弟（被Victor Vance所殺）。
島上僅有的，未被黑幫控制的資產是 Interglobal 製片廠。這是罪惡城唯一的電影製片廠。電影製片廠裡有一些有趣的佈景，包括戰艦、登月和一個客廳。電影製片廠後被 Tommy Vercetti 在1986後半年買下。

#### 叶脉地区（Leaf Links）
Leaf Links 由Vice Point西部三个小岛所构成。各岛之间都有桥梁相连接。在Leaf Link 乡村俱乐部的出口外的道路从其中一个岛上向西一直延伸至小海地，在其上方有一个人行天桥穿越而过。东岛的大部分狭窄水路都从Vice Point 和 Leaf Links之间穿越而过。你也可以从靠近Starfish 桥旁的一个建筑工地上来到 Leaf Links 最南端的一个岛。
Leaf Links乡村俱乐部主要是提供高尔夫球场，网球场以及一个高档会所。高尔夫车是球场内主要的交通工具。玩家能在进入口外换衣。但穿越了安检处之后你的武器就会全部消失，所以最好用特殊方法不用消失武器也能进球场。在任务Four Iron（四个角）中，如果你上了一辆高尔夫车，游戏会自动出一项温馨提示。
Leaf Links 在现实生活中的原型可能是迈阿密东海岸的数个乡村俱乐部，包括位于迈阿密海滩的 Bayshore Country Club 及 La Gorce Golf Course。"Leaf Links" 这个名称可能源自于现实中位于 Leith临近英国爱丁堡 Rockstar North总部的 "Leith Links"公园。Leith Links 是最早产生高尔夫记录的地方，而高尔夫最早的官方规则也制定于 Leith。

#### 垃圾場（Junk Yard）
位于小海地地区，罪恶城市中会单独留下一个Junk Yard字样。里面有Trashmaster（垃圾车），还有一辆Sentinel。任务Death Row中，Diaz在此地方绑架了Lance，并出动了几个守卫阻止Tommy救他。Tommy必须得在兰斯死亡前将他从垃圾場的仓库里救出。

## 侠盗猎车手：罪恶之城故事 版本

### 概况
在 侠盗猎车手：罪恶城故事 的罪恶城是基于侠盗猎车手：罪恶之城当中的罪恶城修改而来的，时间定于 1984 年，是 侠盗猎车手：罪恶之城故事发生的两年之前。而侠盗猎车手：自由城故事中的自由城是侠盗猎车手III故事发生的三年之前。侠盗猎车手：罪恶之城故事中的自由城与它的未来版本有数个明显的差异。

### 地表
- 一个拥挤的拖车公园位于侠盗猎车手：罪恶之城中Sunshine Autos所存在的地方。这个拖车公园是Victor Vance接Marty Jay Williams的任务的地方，Marty Jay Williams是拖车公园黑手党的首领。Sunshine Autos 在原址的背面的一栋老旧的大楼中经营，它的新大楼正在1986年的位置上建造。整个拖车公园和旧Sunshine Autos在 1986年都消失了，取而代之的是一个空地，这应该是拖车公园黑手党被解散(Victor杀死黑手党头领Marty）和 Sunshine Autos 的搬迁导致了两处建筑的拆毁。

- 一栋 Mendez 兄弟所拥有的，位于体育场附近现代玻璃幕墙式的中层摩天大楼，在1986年换成了一栋更矮的大厦。

- 1984年，位于市中心南面的的Palm Springs 宾馆，仍然在建造中。在一个任务中 Victor 必须杀死Biker帮成员以拯救他的兄弟Lance Vance

- 1984年，Phil Cassidy 的住宅是在 Vice Port，还配有私人的射击场。而在小海地的"Phil's Place" 在当时是归Victor Vance所有。

- 1984年 Washington Beach 西部有一个游乐场，其中有一个摩天轮，被人们称为“呕吐轮”（"Chunder Wheel"） 1986年，这个地区是一个建筑工地，主角可以在这里可以在一辆加长车里接到 Avery Carrington的任务。在游乐场西部的公园在1986年也成了一个建筑工地，后被Tommy Vercetti 破坏。

- 1984年，Midland 宾馆，一个艺术装饰式的大厦（附带一个码头、车库以及直升机停机坪）就矗立在 Washington Beach 游乐场的北面。而在1986年，这个地区则充斥着低层公寓楼。

- 1984年Ricardo Diaz豪宅的右边的花园正在建设或正在拓展（向西）。1986年的巨型迷宫在1984年的版本中并没有出现; 整个房屋的西边只有一个池塘。

- Escobar 机场在1984年有一个VIP通道，附带着VIP专用停车场和码头。1986年这项设施消失了。

- 1984年，华盛顿购物中心还只是一个空荡荡的停车场与一个小型施工基地。

- 1984年，小海地有一个叫做 Le Singe d'Arbre的咖啡馆（法语： "the monkey of [the] tree"）1986年，那个地方是一个名叫"Cafe Under The Tree"的咖啡馆

- 1984年版的Fort Baxter 军事基地与1986年版的军事基地布局上有很大不同。

- 部分室内场景有改变。例如 North Point 购物中心中的商店1984年版与1986年版完全不同（部分武器店和音像店除外）。

### 黑帮控制
1984年的黑帮控制与1986年的完全不同，这应该部分归功于Vance 犯罪家族，1984年，他们扫除了一部分曾经在罪恶城拥有很大势力的黑帮。在 罪恶之城故事中，一群原本从未出现的帮派在罪恶城出现（在它们被消灭之前）。
- 拖车公园黑手党是一个由Marty Jay Williams领导的，主要由乡下人组成的一个黑帮，在Sunshine Autos周边的拖车公园内活动，控制了罪恶城大部分的贫民区。这个黑帮与Cholos帮曾经发生战争，在小海地得到了更多的领地。Victor Vance杀死 Marty之后，这个黑帮自动解散，Vance 犯罪家族接管了原来由拖车公园黑手党经营的生意。

- Cholos，一个西班牙黑帮，在1984年控制了整个小哈瓦那以及小海地地区。由Umberto Robina领导的古巴帮（罪恶之城故事中叫做Los Cabrones）与 Cholos 进行了激烈的火拼。导致了 Cholos 在小海地的一个大型非法武器仓库被古巴帮和 Victor Vance 捣毁，幸存的 Cholos 成员投降并与古巴帮合并。Cholos 战败之后，古巴帮于 1986 年控制了小哈瓦那，海地帮也在 Cholos 消失之后回到了小海地。

- 1984年，鲨鱼帮控制了 Washington Beach 和Ocean Beach，垄断了当地的走私、盗窃以及毒品交易。这个黑帮被 Vance Crime Family 扫荡之后，1986年这个黑帮成为了侠盗猎车手：罪恶之城中的Streetwannabes帮

- 在Victor Vance 蒙羞被军队开除之后，由Armando Mendez 和 Diego Mendez兄弟领导的Mendez cartel帮，成为罪恶城最强大的犯罪组织，他们把总部设立在 Prawn 岛，并成为了Diaz Cartel帮的敌人。他们原来与 Vance 犯罪家族结盟，但他们最后背叛了 Victor，把他们自己送上死路（在Ricardo Diaz的帮助下）以及整个黑帮的曲崩瓦解。Mendez Cartel帮倒台后，Streetwannabes 控制了 Prawn 岛，特别是岛上 Mendez Cartel 的前总部。与此同时 Diaz Cartel帮成为罪恶城势力最大的犯罪组织。

1984年，罪恶城中的摩托帮比他们在1986年时的势力更大，他们在市中心和 Vice Point控制了很多生意。随着Vance 犯罪家族的崛起导致了摩托帮的势力越来越小，1986年，他们只剩下了一个 Greasy Chopper 酒吧。摩托帮的一个分支，Stallionz，在 罪恶之城故事中被提及，他们主要由同性恋者与白人种族主义者所构成。1984年，Victor Vance在一个同样叫"Stallionz"的酒吧中铲除了整个Stallionz黑帮。
随着在罪恶城中的势力不断扩张，Vance 犯罪家族控制了罪恶城的大部分地区。Victor Vance和 Lance Vance 决定在杀死Mendez兄弟之后，在多米尼加共和国度过余生。但在1986年，Vance 兄弟仍然在罪恶城活动，不过当时他们组织的势力大小没有在游戏中明确指出。Victor 在罪恶之城剧情发展的一开始就被杀了（也有人持不同論調說罪惡之城的黑人並非Victor），而Lance后来被Tommy Vercetti 所杀。Vance 犯罪家族的活动从此终止了。Vercetti 黑帮成为了罪恶城的势力最大的黑帮，实际上罪恶城所有的地区都在 Tommy Vercetti 的控制之下了。